# Arcuphantes chinensis
Arcuphantes chinensis là một loài nhện trong họ Linyphiidae.
Loài này thuộc chi Arcuphantes. Arcuphantes chinensis được Andrei V. Tanasevitch miêu tả năm 2006.